# Modern Air Transport
Die Modern Air Transport, Inc.  (kurz Modern Air oder MAT) war eine US-amerikanische Fluggesellschaft. Sie wurde 1946 in Newark (New Jersey) gegründet und hatte bei ihrer Insolvenz 1975 ihr Hauptquartier in Miami. Ab 1968 operierte sie auch von West-Berlin aus.

## Geschichte
Die Gesellschaft  wurde 1946 gegründet und begann ihren Flugbetrieb am Miami International Airport mit alten Curtiss C-46, verlegte aber 1950 ihren Heimatflughafen zum Newark Airport. Im Jahr 1958 begann die Kooperation mit der Landentwicklungsgesellschaft Gulf American Land Corporation, für die man Immobilieninteressenten nach Florida flog. Im Jahr 1966 erhielt man die Lizenz für Charterflüge nach Kanada und Mexiko. Im selben Jahr übernahm Gulf American Land Corporation alle Anteile an MAT und änderte zur Verdeutlichung des verbreiterten Geschäftsfeldes den Namen der Firma in Gulf American Corporation (GAC). Im Jahr 1967 wurde Miami International Airport wieder MAT-Heimatflughafen und man begann, die Flotte auf strahlgetriebene Maschinen umzustellen. Ab 1968 wurde am West-Berliner Flughafen Tegel ein MAT-Stützpunkt mit zwei Jets für das Europageschäft eröffnet. Durch die Ölkrise von 1973 geriet MAT in wirtschaftliche Schwierigkeiten, da die acht Convair 990 der Fluggesellschaft im Vergleich zu moderneren Jets deutlich mehr Treibstoff verbrauchten. Die GAC hatte aber aus Kostengründen von der Beschaffung neuerer Baumuster Abstand genommen. Im Jahr 1974 entzog Griechenland aufgrund der türkischen Intervention auf Zypern der Gesellschaft die Überflugrechte in die Türkei. Auch die Ausweichroute über Bulgarien verursachte Mehrkosten, da Bulgarien als Verbündeter der DDR verlangte, dass wegen der Berlin-Frage Start bzw. Landung nicht in West-Berlin erfolgen durften. Letztlich verlor die Konzernmutter GAC völlig das Interesse an der Luftfahrt und konzentrierte sich wieder auf ihr Kerngeschäft, so dass die MAT 1975 in Insolvenz ging.

## Flugziele
Die Gesellschaft bot Charter-, Linien- und Sonderflüge an. Von Tegel aus bediente man mit zwei Maschinen die Strecke zu den Kanarischen Inseln und war auch im Charter-Geschäft aktiv. In den Jahren 1968 und 1970 führte MAT für wohlhabende Passagiere jeweils einen Rundflug zu beiden Polkappen durch. Gewisse Bekanntheit erreichte „Operation Busenvogel“, ein Oben-Ohne-Vatertags-Ausflug nach Paris im Juni 1970. Die Firmenleitung und das eher konservative GAC-Management unterbanden eine Wiederholung dieses publicityträchtigen Experiments des MAT-Europa-Chefs John MacDonald.

## Flotte
Im Laufe ihrer Geschichte nutzte die MAT folgende Flugzeugtypen:
- Beechcraft Twin Bonanza
- Boeing 727-100C
- Convair CV-990A
- Curtiss C-46 Commando
- Douglas DC-3
- Douglas DC-4
- Douglas DC-7C Seven Seas
- HFB 320
- Lockheed L-049 Constellation
- Lockheed L-749A Constellation
- Lockheed Super Constellation
- Martin 2-0-2.

Die Flotte der MAT bestand 1972 aus neun Maschinen:

## Zwischenfälle

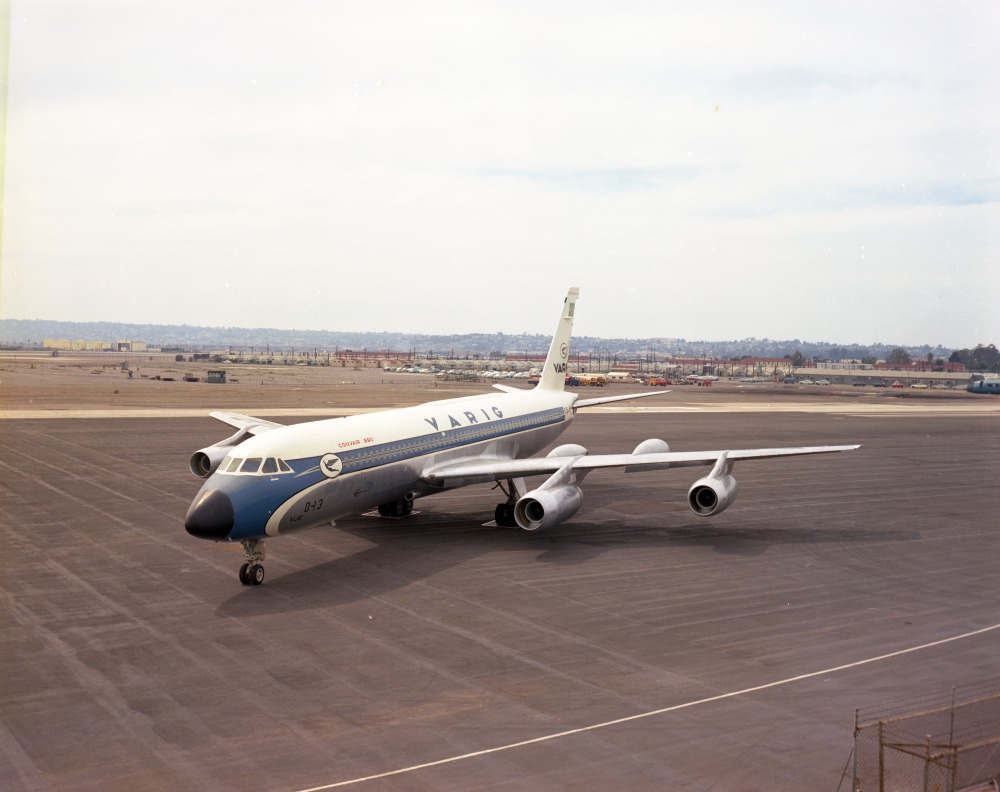
Die betroffene Convair CV-990 während ihrer Betriebszeit bei der VARIG

Am 8. August 1970 wurde eine Convair CV-990 der Modern Air Transport (Luftfahrzeugkennzeichen N5603) beim Landeanflug auf den Flughafen Acapulco zu tief angeflogen, kollidierte mit der Anflugbefeuerung und geriet in Brand. Alle acht Besatzungsmitglieder, die einzigen Insassen auf dem Überführungsflug wurden verletzt. Der schwerverletzte Navigator erlag sieben Wochen nach dem Unfall seinen schweren Verletzungen.

## Memorabilia
Erinnerungsstücke der Fluggesellschaft sind nach fast 50 Jahren inzwischen sehr selten. Ein Zuckertütchen aus der Bordverpflegung brachte es bei ebay im Herbst 2017 auf umgerechnet 98 Euro.